# 岩利村
岩利村（いわりむら）は、かつて岐阜県稲葉郡に存在した村である。
現在の岐阜市岩利に該当する。
発足時は方県郡の村であったが、郡の合併により稲葉郡の村となっている。

## 地理
伊自良川が南西流する。彦坂村の北に位置し、集落は本郷のほか東洞、山後、高部に散在する。中世にはその一帯に石利庄が成立していた。

## 歴史
- 1616年（元和2年） - 村高領知改帳に見え、819石で奥平忠隆（加納藩）領[2]。
- 1640年（寛永17年） - 佐野村との村境が西は堀切、東は塚穴切だったが、岩利村は境をかすめて松苗を植え、山を掘り崩したとして佐野村に訴えられる[2]。
- 正保期 - 田736石、畑76石、紙木高8斗、山年貢5石で幕府領[3]。石高は819.048石[1]。
- 1705年（宝永2年） - 高富藩領となる[2]。
- 1834年（天保5年） - 石高837.712石[4]。
- 1876年（明治9年） - 彦坂村、佐野村と合わせて大区7、小区14[1]。
- 1889年（明治22年）7月1日 - 町村制により岩利村発足。
- 1897年（明治30年）4月1日[5] - 方県郡が分割され、稲葉郡、山県郡、本巣郡の一部になる。当村は稲葉郡の村となる。
- 1897年（明治30年）4月1日 - 安食村、石谷村、佐野村、彦坂村と合併し、方県村が発足。同日岩利村は廃止。

## 神社
- 八幡宮
- 天神宮
- 若宮八幡宮二
- 稲荷宮[2]

## 寺
- 慈眼寺
- 安楽寺
- 薬師庵（現薬師寺）
- 成功院
- 長泉寺
- 仙桃院
- 正蓮寺[2]